# Gouvernement Al-Khasawneh
Royaume hachémite de Jordanie
Razzaz 
Le Gouvernement Al-Khasawneh est le gouvernement de la Jordanie du 12 octobre 2020 au 15 septembre 2024. Il est dirigé par le Premier ministre Bisher Al-Khasawneh.

## Composition
- Bisher Al-Khasawneh - Premier ministre
- Tawfiq Kreishan - Vice-Premier ministre et ministre de l'Administration locale
- Ayman Safadi - Vice-premier ministre et ministre des Affaires étrangères et des expatriés
- Umayya Toukan - Vice-Premier ministre et ministre d'État aux Affaires économiques
- Mohammad Daoudiyeh - Ministre de l'Agriculture
- Omar Razzaz - Ministre de l'Éducation
- Musa Maaytah - Ministre des Affaires politiques et parlementaires
- Faisal Shboul - Ministre d'État aux médias
- Nasser Shraideh - Ministre du Plan et de la Coopération internationale
- Yahya Kisbi - Ministre des Travaux publics et du Logement
- Nayef Al Fayez - Ministre du Tourisme et des Antiquités
- Ibrahim Al Jazi - Ministre d'État aux Affaires du Premier ministère
- Wafaa Bani Mustafa - Ministre d'État aux Affaires juridiques
- Ahmed Nouri Ziadat - Ministre de la Justice
- Yousef Shamali - Ministre de l'Industrie, du Commerce et de l'Approvisionnement
- Saleh Kharabsheh - Ministre de l'Énergie et des Ressources minérales
- Mohamad Al Ississ - Ministre des Finances
- Mohammad Khalayleh - Ministre des Awqaf et des Affaires islamiques
- Haifa Najjar - Ministre de la Culture
- Muawieh Radaideh - Ministre de l'Environnement
- Ayman Riad Saeid Almuflih - Ministre du Développement social
- Wajih Owais - Ministre de l'Enseignement supérieur et de la Recherche scientifique
- Mahmoud Kharabsheh - Ministre d'État
- Nawaf Wasfi Tell - Ministre d'État chargé du suivi et de la coordination gouvernementale
- Mazin Abdellah Hilal Al Farrayeh - Ministre de l'Intérieur
- Firas Al-Hawari - Ministre de la Santé
- Marwan Khitan - Ministre des Transports
- Motasem Saidan - Ministre de l'Eau et de l'Irrigation
- Mohammad Salameh Al Nabulsi - Ministre de la Jeunesse
- Raba'ah Ajarmeh - Ministre d'État chargé du développement de la performance institutionnelle
- Nayef Steitieh - Ministre du Travail
- Ahmad Hanandeh - Ministre de l'Économie numérique et de l'Entrepreneuriat
- Khairy Amr - Ministre de l'Investissement